# Mersad Kovačević
Mersad Kovačević, a volte trascritto Mirsad e meglio noto in Turchia con lo pseudonimo Mirsad Güneş (Tuzla, 15 ottobre 1956), è un ex calciatore jugoslavo, dal 1992 bosniaco.

## Caratteristiche tecniche
Giocava come centravanti.

## Carriera
Cresciuto nel settore giovanile dello Sloboda Tuzla, milita nel club jugoslavo dal 1973 al 1984 giocando 264 incontri e realizzando 78 reti in Prva Liga, la massima divisione del Paese; nella stagione 1977-1978 gioca la doppia sfida di qualificazione per la Coppa UEFA contro il Las Palmas realizzando due reti e la stagione seguente gioca il match di Coppa Intertoto vinto 3-2 contro l'Elfsborg, dove realizza una delle tre reti.
Nel 1984 si trasferisce in Turchia al Beşiktaş, dove realizza 34 reti nell'arco di due stagioni e conquista il campionato turco nella stagione 1985-1986 dopo essersi classificato secondo alle spalle del Fenerbahçe in quella precedente. Con il club bianconero gioca anche due incontri in Coppa delle Coppe contro il Rapid Vienna e due in Coppa UEFA contro l'Athletic Bilbao.
Nel 1986 passa ai rivali del Galatasaray con cui conquista due campionati (1986-1987 e 1987-1988) e raggiunge le semifinali in Coppa dei Campioni 1988-1989, perdendo nel doppio confronto contro lo Steaua Bucarest.
Nel 1989 lascia il club giallorosso per approdare al Göztepe in seconda divisione, dove gioca fino al termine della sua carriera nel 1990.

## Statistiche

### Presenze e reti nei club
| Stagione           | Squadra            | Campionato         | Campionato | Campionato | Coppe nazionali | Coppe nazionali | Coppe nazionali | Coppe continentali | Coppe continentali | Coppe continentali | Altre coppe        | Altre coppe | Altre coppe | Totale | Totale | Totale |
| Stagione           | Squadra            | Comp               | Pres       | Reti       | Comp            | Pres            | Reti            | Comp               | Pres               | Reti               | Comp               | Pres        | Reti        | Pres   | Reti   |        |
| ------------------ | ------------------ | ------------------ | ---------- | ---------- | --------------- | --------------- | --------------- | ------------------ | ------------------ | ------------------ | ------------------ | ----------- | ----------- | ------ | ------ | ------ |
| 1974-1975          | Sloboda Tuzla      | PL                 | 14         | 3          | CJ              | ?               | ?               |                    | -                  | -                  |                    | -           | -           | 14+    | 3+     |        |
| 1975-1976          | Sloboda Tuzla      | PL                 | 26         | 6          | CJ              | ?               | ?               |                    | -                  | -                  |                    | -           | -           | 26+    | 6+     |        |
| 1976-1977          | Sloboda Tuzla      | PL                 | 32         | 6          | CJ              | ?               | ?               |                    | -                  | -                  |                    | -           | -           | 32+    | 6+     |        |
| 1977-1978          | Sloboda Tuzla      | PL                 | 31         | 14         | CJ              | ?               | ?               | CU                 | 2                  | 2                  |                    | -           | -           | 33+    | 16+    |        |
| 1978-1979          | Sloboda Tuzla      | PL                 | 33         | 10         | CJ              | ?               | ?               | CI                 | 1                  | 1                  |                    | -           | -           | 34+    | 11+    |        |
| 1979-1980          | Sloboda Tuzla      | PL                 | 33         | 12         | CJ              | ?               | ?               |                    | -                  | -                  |                    | -           | -           | 33+    | 12+    |        |
| 1980-1981          | Sloboda Tuzla      | PL                 | 31         | 6          | CJ              | ?               | ?               |                    | -                  | -                  |                    | -           | -           | 31+    | 6+     |        |
| 1981-1982          | Sloboda Tuzla      | PL                 | 0          | 0          | CJ              | ?               | ?               |                    | -                  | -                  |                    | -           | -           | 0+     | 0+     |        |
| 1982-1983          | Sloboda Tuzla      | PL                 | 31         | 11         | CS              | ?               | ?               |                    | -                  | -                  |                    | -           | -           | 31+    | 11+    |        |
| 1983-1984          | Sloboda Tuzla      | PL                 | 33         | 10         | CS              | ?               | ?               |                    | -                  | -                  |                    | -           | -           | 33+    | 10+    |        |
| Totale carriera    | Totale carriera    | Totale carriera    | 264        | 78         |                 | ?               | ?               |                    | 3                  | 3                  |                    | -           | -           | 267+   | 81+    |        |
| 1984-1985          | Beşiktaş           | T1L                | 34         | 17         | CT              | 7               | 1               | CdC                | 2                  | 1                  | TSYD Cup+Fleet Cup | 2+2         | 1+0         | 47     | 20     |        |
| 1985-1986          | Beşiktaş           | T1L                | 36         | 17         | CT              | 3               | 0               | CU                 | 2                  | 0                  | TSYD Cup+Fleet Cup | 2+2         | 0           | 45     | 17     |        |
| Totale Beşiktaş    | Totale Beşiktaş    | Totale Beşiktaş    | 70         | 34         |                 | 10              | 1               |                    | 4                  | 1                  |                    | 8           | 1           | 92     | 37     |        |
| 1986-1987          | Galatasaray        | T1L                | 25         | 8          | CT              | 6               | 4               |                    | -                  | -                  | ST                 | 1           | 0           | 32     | 12     |        |
| 1987-1988          | Galatasaray        | T1L                | 32         | 8          | CT              | 3               | 2               | CC                 | 2                  | 0                  | ST+TSYD Cup        | 1+1         | 1+1         | 39     | 12     |        |
| 1988-1989          | Galatasaray        | T1L                | 30         | 12         | CT              | 5               | 1               | CC                 | 5                  | 0                  | TSYD Cup           | 2           | 1           | 42     | 14     |        |
| Totale Galatasaray | Totale Galatasaray | Totale Galatasaray | 87         | 28         |                 | 14              | 7               |                    | 7                  | 0                  |                    | 5           | 3           | 113    | 38     |        |
| 1988-1989          | Göztepe            | T2L                | 17         | 1          | CT              | ?               | ?               |                    | -                  | -                  |                    | -           | -           | 17+    | 1+     |        |
| 1989-1990          | Göztepe            | T2L                | 11         | 3          | CT              | ?               | ?               |                    | -                  | -                  |                    | -           | -           | 11+    | 3+     |        |
| Totale Göztepe     | Totale Göztepe     | Totale Göztepe     | 28         | 4          |                 | 0+              | 0+              |                    | -                  | -                  |                    | -           | -           | 28+    | 4+     |        |
| Totale carriera    | Totale carriera    | Totale carriera    | 449        | 144        |                 | 24+             | 8+              |                    | 14                 | 4                  |                    | 13          | 4           | 500+   | 160+   |        |

## Palmarès

### Competizioni nazionali
- Campionato turco: 3

Beşiktaş: 1985-1986
Galatasaray: 1986-1987, 1987-1988
- Supercoppa di Turchia: 2

Galatasaray: 1987, 1988
- T.S.Y.D. Kupası: 2

Beşiktaş: 1984-1985
Galatasaray: 1987-1988
- Türkiye Donanma Kupası: 1

Beşiktaş: 1985-1986